# Ecobank
Ecobank Transnational Inc. (ETI) — пан-африканская финансовая группа, работающая в 35 странах Африки. Основные рынки — Нигерия и франкоязычная Западная Африка, приоритетное направление — корпоративный и инвестиционный банкинг (более трети кредитов выданы правительствам). У Экобанка и его 33 дочерних банков в сумме 690 отделений и 2659 банкоматов. Акции банка котируются на фондовых биржах Ганы, Нигерии и Кот-д’Ивуара. Крупнейшими акционерами являются Nedbank (21 %) и Национальный банк Катара (20 %).
Экобанк был основан в 1985 году Федерацией торговой промышленных палат Западной Африки при поддержке Economic Community of West African States (ECOWAS). В 2008 году был создан альянс с южноафриканским Nedbank.
Основные дочерние банки:
- Ecobank Nigeria Limited (Нигерия, 100 %)
- Ecobank Ghana Limited (Гана, 69 %)
- Ecobank Cote d’Ivoire (Кот-д’Ивуар, 75 %)
- Ecobank Burkina (Буркина-Фасо, 78 %)
- Ecobank Senegal (Сенегал, 78 %)
- Ecobank Benin (Бенин, 79 %)
- Ecobank Cameroon (Камерун, 80 %)
- Ecobank Mali (Мали, 93 %)
- Ecobank Togo (Того, 82 %)